# The Brass Bottle (1914)
The Brass Bottle ist eine britische Fantasy-Komödie von Sidney Morgan. Der Stummfilm aus dem Jahr 1914 basiert auf dem gleichnamigen Roman von Thomas Anstey Guthrie, in dem ein Architekt versehentlich einen Dschinn befreit. Dessen Unkenntnis der Welt des frühen 20. Jahrhunderts führt rasch zu einer Reihe von Problemen.

## Handlung
Der Architekt Harold Ventimore kauft einen großen antiken Behälter, in dem ein Flaschengeist namens Fakrash Alamash gefangen gehalten wird, den Harold versehentlich befreit. Fakrash ist überschwänglich dankbar für seine Freilassung und versucht immer wieder, Harold einen Gefallen zu tun, um seine Dankbarkeit zu zeigen. Allerdings war er lange Zeit in der Messingflasche, und Fakrashs Unvertrautheit mit der modernen Welt verursacht alle möglichen Probleme, wenn er versucht, seinem Retter zu gefallen. Harold gerät in große Schwierigkeiten, auch mit seiner Freundin Sylvia Kenton.

## Hintergrund
Der Film greift auf Elemente der bekannten Tausendundeine-Nacht-Geschichte Aladin und die Wunderlampe (ANE 346, → Tausendundeine Nacht – Liste der Geschichten) zurück wie den Lampengeist und Versuche mit dessen Hilfe Ventimores Freundin, bzw. deren Eltern für sich zu gewinnen.
Er wurde im Januar 1914 veröffentlicht. Es sind keine erhaltenen Filmkopien bekannt, der Film gilt mithin als verschollen.
In den USA wurde die Handlung des Films 1923 (→ The Brass Bottle (1923)) und 1964 (→ Mein Zimmer wird zum Harem) erneut verfilmt.

## Kritiken
In der London Evening News wurde der Film als "kunstvoll und sehr amüsant" bezeichnet.